# Edward Mateusz Jan Römer
Edward Mateusz Jan Römer (białor. Эдвард Матэй Ян Ромер) (ur. 19 września 1848 w Wołogdzie, zm. 10 lutego 1900 we wsi Łunna) – polski malarz, brat Alfreda Izydora Römera, syn działacza społecznego, pisarza i malarza Edwarda Jana Römera (1806-1878).

## Życiorys
Urodził się w Wołogdzie, gdzie jego ojciec Edward Jan Römer odbywał 13-letnie zesłanie za współpracę z emisariuszem Szymonem Konarskim. W roku 1852 powrócił w strony rodzinne. Uczył się malarstwa najpierw u ojca, malarza amatora, potem u Kanutego Rusieckiego i Jana Zienkiewicza. Po ukończeniu wileńskiego gimnazjum w roku 1867 wyjechał na studia do Akademii Sztuk Pięknych w Dreźnie, kontynuował studia od roku 1870 na Akademii Sztuk Pięknych w Monachium u Hermanna Anschütza (w październiku 1869 r. zgłosił się do Naturklasse: immatrykulacja 30 X 1869 r.). Artura von Ramberga, Juliusa Adama. Utrzymywał kontakty z polskimi malarzami: Władysławem Czachórskim, Józefem Brandtem, Juliuszem Kossakiem, Maksymilianem Gierymskim.
W roku 1878 powrócił do Wilna I stworzył pracownię w domu Romerów, z której korzystał wraz z bratem Alfredem Izydorem i przyjacielem Franciszkiem Jurgielewiczem. W roku 1873 wystawiał prace w Towarzystwie Przyjaciół Sztuk Pięknych w Krakowie, a także w Warszawie, gdzie szereg prac zakupiło Towarzystwo Zachęty Sztuk Pięknych. Na wystawie we Lwowie został nagrodzony srebrnym medalem.
W roku 1880 poślubił Józefę Czachowską herbu Oksza i stał się właścicielem wsi Łunna. Wystawiał swoje prace również w Paryżu, Wiedniu, Berlinie i Monachium. Zmarł we wsi Łunna i został pochowany w kaplicy w Trokach.

## Galeria

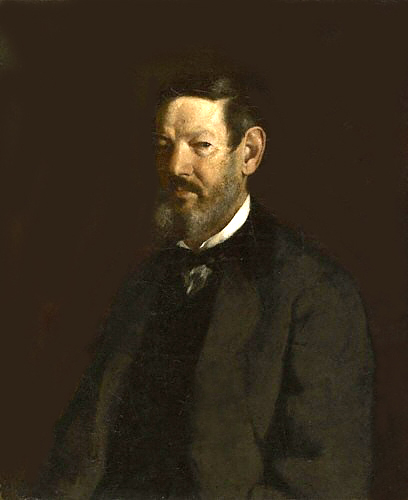
Portret ojca Edwarda Jana Romera
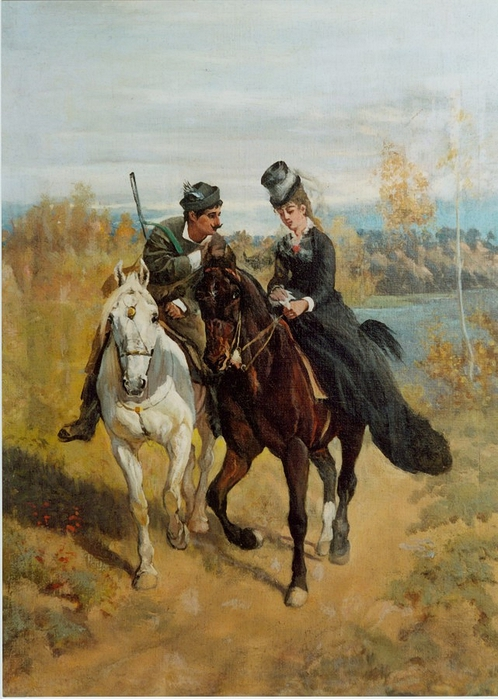
Dwoje jeźdźców (1872)
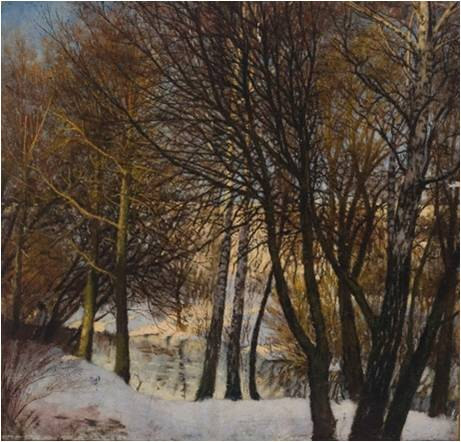
Pejzaż zimowy